# Toshiba Medical Systems Corporation
Toshiba Medical Systems Corporation — колишня частина корпорації Toshiba.
Тошиба була першою компанією в Японії, що займалась вивченням рентгенівського випромінювання (з 1914 року) та є національним лідером у виробництві діагностичного обладнання. Вони перші розробили апарати для МРТ та КТ (комп'ютерної томографії).
У 2016 році Toshiba Medical Systems була продана Canon за близько 700 млрд ієн ($6,2 млрд). Причиною стали найбільші в історії Toshiba збитки через фінансовий скандал, пов'язаного з бухгалтерськими махінаціями.

## Історія
- 1875 р. Заснування корпорації Toshiba
- 1915 р. Перша рентгенівська трубка
- 1966 р. Перша в світі ультразвукова діагностична система
- 1973 р. Перша ехокардіографічна система, що працює в режимі реального часу
- 1985 р. Перша ультразвукова система з кольоровим допплерівським картуванням
- 1986 р. Патент на спіральне КТ сканування
- 1993 р. Перша повністю цифрова ультразвукова система
- 1993 р. Перший одноміліонний піксельний ПЗЗ
- 1997 р. Перший відкритий магнітно-резонансний томограф з надпровідним магнітом
- 2002 р. Перший 400 мс КТ сканер
- 2003 р. Перший комп’ютерний томограф з 64 зрізами
- 2003 р. Перша ультракоротка 1.5Тл МРТ система
- 2004 р. Нагорода F&S «Технологія року»
- 2007 р. Перший 320-зрізовий динамічний об’ємний КТ сканер
- 2007 р. Перша ультракоротка 1.5Тл МР система з відкритою апертурою у 71см
- 2007 р. Перша ультразвукова система з 3D - спекл технологією для відстеження руху серцевої стінки
- 2008 р. Відвантажено 200 000 ультразвукових апаратів
- 2009 р. Перша портативна система експертного класу ViamoTM
- 2009 р. Перша ультракоротка 3.0Тл МР система з відкритою апертурою у 71см
- 2011 р. Перша ультразвукова система з технологією Fly Through (Thru)

## Представництво в Україні
Представництво Toshiba Medical Systems в Україні працює з квітня 1998 р.

### Діяльність
Через офіційне представництво в Україні компанією TOSHIBA MEDICAL SYSTEMS на український ринок пропонується широкий спектр сучасного медичного обладнання, а саме:
- повний спектр цифрових приладів для ультразвукової діагностики
- багатозрізові рентгенівські комп'ютерні томографи
- магнітно-резонансні томографи
- новітні ангіографічні системи з цифровим плоским детектором
- сучасні рентгенівські системи (як аналогові, так і цифрові, в тому числі з цифровим плоским детектором).

Все обладнання представництва Toshiba Medical Systems в Україні має всі необхідні сертифікати і виготовляється лише в Японії.

## Цікаві факти
Сьогодні Toshiba Medical Systems Corporation має представництва в більш як 120 країнах світу.

### Eco-Style
Турбота про планету і про людей — це серце діяльності компанії Toshiba та один з основних шляхів розвитку інновацій. Пристрасть Toshiba щодо збереження довкілля висвітлена у «Концепції захисту довкілля 2050», відповідно до якої компанія прагне покращити екологічну ефективність у десять разів протягом наступних чотирьох десятиліть шляхом посиленого контролю використання енергії, подальшого вдосконалення процесу виробництва та екологічної свідомості у розробці продукції. Для виконання поставленої мети компанія Toshiba у 2005 році розробила систему Екологічних Стандартів, якими вона керується під час розробки нового продукту. Продукти, які повністю відповідають встановленим стандартам, сертифікуються компанією як екологічно чисті (ECPs).